# Mode S
Il Mode S, o Modo S, è una tecnologia di trasmissione dati utilizzata dal radar secondario di sorveglianza (SSR) per il controllo del traffico aereo dei velivoli dotati di transponder. La "S" sta per selectable ovvero indica la possibilità di interrogare il velivolo in maniera selettiva tramite un indirizzo univoco a 24 bit, possibilità, questa, non offerta dalle precedenti tecnologie chiamate Mode A (o Mode 3A) e Mode C.
Il Mode S è uno standard di comunicazione aderente alle normative ed alle raccomandazioni dell'Organizzazione Internazionale dell'Aviazione Civile (ICAO - International Civil Aviation Organization), ovvero l'ente incaricato di sviluppare i principi e le tecniche della navigazione aerea internazionale, delle rotte e degli aeroporti e promuovere la progettazione e lo sviluppo del trasporto aereo internazionale rendendolo più sicuro ed ordinato.

## Storia
Alla fine degli anni 60, sotto la spinta incessante dell'aumento del traffico aereo e grazie alle opportunità tecnologiche che col tempo stavano prendendo piede, gli americani del MIT Lincoln Laboratory (Lincoln Labs) in collaborazione con la FAA (Federal Aviation Administration) iniziarono la messa a punto di una nuova tecnologia di comunicazione in ambito aereo. Come requisiti base, la nuova tecnologia avrebbe dovuto essere in grado di tracciare ogni velivolo presente nei cieli, pur restando completamente interoperabile con le altre modalità di comunicazione già esistenti.
Nel 1980 nacque il primo transponder avionico e solo nel 1986 divenne uno strumento commercialmente utilizzabile nell'ambito di progetti di controllo del traffico aereo o ATC (Air Traffic Control). Ad oggi questa tecnologia è ancora utilizzata per apparati avionici di alta tecnologia e, in Italia, SICE è l'unica azienda che progetta e produce apparati in tecnologia Mode S.

## Downlink/Replica
Il Mode S invia messaggi dal velivolo verso la stazione di terra (downlink)  sulla frequenza di 1090 MHz.
I messaggi in downlink possono essere emessi sia spontaneamente dal transponder (ed in questo caso si chiamano squitter), che sollecitati dalla stazione di terra (in questo caso si chiamano repliche).

### Preambolo
Il messaggio di risposta del Mode S è individuato da un preambolo di 8 microsecondi formato da quattro impulsi di durata di 500 nanosecondi ciascuno, chiamati P1, P2, P3 e P4. In particolare gli impulsi P1 e P2 e gli impulsi P3 e P4 sono distanti 1 microsecondo rispettivamente, mentre P2 e P3 sono distanti 2,5 microsecondi.

### Campo dati
Il campo dati di un messaggio Mode S è distante 8 microsecondi dall'inizio del preambolo. Esso conta 56 o 112 bit a seconda che si intenda inviare un messaggio short o extended, codificati secondo la modulazione PPM (Pulse Position Modulation): ogni bit occupa un tempo di 1 microsecondo, e si indica come 1 logico se l'energia del segnale è presente nella prima metà del tempo (500 nanosecondi) viceversa uno 0 logico se occupa la seconda metà.

## Uplink/Interrogazione
Il Mode S invia messaggi dalla stazione di terra al velivolo (uplink) sulla frequenza di 1030 MHz.

### Preambolo
Il messaggio d'interrogazione nel Mode S è individuato da un preambolo di 30,5 microsecondi formato da due impulsi di durata di 800 nanosecondi ciascuno, distanti 2 microsecondi, chiamati rispettivamente P1 e P2 
P2 evita la risposta dai transponders Mode A e Mode C.

### Campo dati
Il campo dati di un messaggio d'interrogazione Mode S è distante 31,75 microsecondi dall'inizio del preambolo. Esso conta 56 o 112 bit a seconda che si intenda inviare un messaggio short o extended, codificati secondo la modulazione DPSK (Differential Phase Shift Keying): 1 logico provoca la variazione della fase del segnale rispetto alla fase precedente.